# 5e législature du Québec
| 4e législature        | 4e législature        | 4e législature        | 4e législature        | 5e législature        | 5e législature        | 5e législature        | 5e législature        | 5e législature        | 5e législature        | 5e législature        | 5e législature        | 5e législature        | 5e législature        | 5e législature        | 5e législature        | 5e législature    | 5e législature    | 5e législature    | 5e législature    | 5e législature    | 5e législature    | 5e législature    | 5e législature    | 5e législature    | 5e législature    | 5e législature    | 5e législature    | 5e législature    | 6e législature    | 6e législature    | 6e législature       | 6e législature       | 6e législature       |
| Gouvernement Chapleau | Gouvernement Chapleau | Gouvernement Chapleau | Gouvernement Chapleau | Gouvernement Chapleau | Gouvernement Chapleau | Gouvernement Chapleau | Gouvernement Chapleau | Gouvernement Mousseau | Gouvernement Mousseau | Gouvernement Mousseau | Gouvernement Mousseau | Gouvernement Mousseau | Gouvernement Mousseau | Gouvernement Mousseau | Gouvernement Mousseau | Gouvernement Ross | Gouvernement Ross | Gouvernement Ross | Gouvernement Ross | Gouvernement Ross | Gouvernement Ross | Gouvernement Ross | Gouvernement Ross | Gouvernement Ross | Gouvernement Ross | Gouvernement Ross | Gouvernement Ross | Gouvernement Ross | Gouvernement Ross | Gouvernement Ross | Gouvernement Mercier | Gouvernement Mercier | Gouvernement Mercier |
| 1881                  | 1881                  | 1881                  | 1881                  | 1881                  | 1882                  | 1882                  | 1882                  | 1882                  | 1882                  | 1883                  | 1883                  | 1883                  | 1883                  | 1883                  | 1884                  | 1884              | 1884              | 1884              | 1884              | 1885              | 1885              | 1885              | 1885              | 1885              | 1886              | 1886              | 1886              | 1886              | 1886              | 1887              | 1887                 | 1887                 | 1887                 |

La 5e législature du Québec est élue lors des élections générales québécoises de 1881 tenue le 2 décembre 1881. La législature dure jusqu'au 9 septembre 1886 au moment de la dissolution de l'Assemblée nationale.
Le gouvernement conservateur de Chapleau est reporté au pouvoir avec un mandat majoritaire. Moins d'un an après sa réélection, Joseph-Adolphe Chapleau, quittant pour aller sur la scène fédérale, laisse la place à Joseph-Alfred Mousseau. Le gouvernement Mousseau reste au pouvoir du 31 juillet 1882 au 23 janvier 1884. Mousseau démissionne et le lieutenant-gouverneur nomme le président du conseil législatif John Jones Ross pour le remplacer.

## Sessions
On compte cinq sessions à l'intérieur de la 5e législature :
- 1re session : 8 mars 1882 au 27 mai 1882
- 2e session : 18 janvier 1883 au 30 mars 1883
- 3e session : 27 mars 1884 au 10 juin 1884
- 4e session : 5 mars 1885 au 9 mai 1885
- 5e session : 8 avril 1886 au 21 juin 1886

## Discours du budget
Cinq discours :
- 15 mai 1882
- 16 février 1883
- 2 mai 1884
- 24 mars 1885
- 7 mai 1886

## Statistiques et faits saillants
- Députés en fonction qui se représentaient à cette élection : 52 sur 65 (80 %)
- Nombre de ceux-ci qui furent réélus : 39 sur 52 (75 %)
- Autres députés avec expérience parlementaire : 5
- Nombre de nouveaux députés (pourcentage de renouvellement de l'Assemblée) : 26 sur 65 (40 %)
- Députés élus sans opposition: 16
- Députés qui ne terminèrent pas leur mandat : 16 (deux députés sont morts en fonction, trois élections ont été annulées sans que le député dépouillé de son poste ne gagne la reprise de l'élection, et 11 députés ont démissionné. De plus, trois députés élus pour compléter un mandat écourté n'ont pas terminé le leur.)
- Députés qui firent partie du Cabinet : 10
- Plus jeune député : Jean-Baptiste-Trefflé Richard, 25 ans
- Plus vieux député : William Sawyer, 66 ans
- Âge moyen : 46 ans
- Le nombre de séances (en jours) pour les quatre sessions : 255 jours[4].

## Liste des députés
En caractères gras : membres du conseil des ministres
|  | Député                                          | Parti                    | Circonscription     |
|  | ----------------------------------------------- | ------------------------ | ------------------- |
|  | William Owens                                   | Conservateur             | Argenteuil          |
|  | Antoine Casavant                                | Conservateur             | Bagot               |
|  | Jean Blanchet                                   | Conservateur             | Beauce              |
|  | Célestin Bergevin                               | Conservateur             | Beauharnois         |
|  | Narcisse-Henri-Édouard Faucher De Saint-Maurice | Conservateur             | Bellechasse         |
|  | Joseph Robillard                                | Conservateur             | Berthier            |
|  | Louis-Joseph Riopel (1881-1882)                 | Conservateur             | Bonaventure         |
|  | Henri-Josué Martin (1882-1886)                  | Conservateur             | Bonaventure         |
|  | William Warren Lynch                            | Conservateur             | Brome               |
|  | Michel-Dosithée-Stanislas Martel                | Conservateur             | Chambly             |
|  | Robert Trudel                                   | Conservateur             | Champlain           |
|  | Onésime Gauthier                                | Conservateur             | Charlevoix          |
|  | Édouard Laberge (1881-1883)                     | Libéral                  | Châteauguay         |
|  | Joseph-Émery Robidoux (1884-1886)               | Libéral                  | Châteauguay         |
|  | Élie Saint-Hilaire                              | Conservateur indépendant | Chicoutimi-Saguenay |
|  | William Sawyer                                  | Conservateur             | Compton             |
|  | Charles Champagne (1881-1882)                   | Conservateur             | Deux-Montagnes      |
|  | Benjamin Beauchamp (1882-1886)                  | Conservateur             | Deux-Montagnes      |
|  | Nicodème Audet                                  | Conservateur             | Dorchester          |
|  | William John Watts (1881-1886)                  | Libéral                  | Drummond-Arthabaska |
|  | Joseph-Éna Girouard (1886)                      | Libéral                  | Drummond-Arthabaska |
|  | Edmund James Flynn                              | Conservateur             | Gaspé               |
|  | Louis Beaubien                                  | Conservateur             | Hochelaga           |
|  | Alexander Cameron                               | Libéral                  | Huntingdon          |
|  | Alexis-Louis Demers                             | Libéral                  | Iberville           |
|  | Narcisse Lecavalier (1881-1882)                 | Conservateur             | Jacques-Cartier     |
|  | Joseph-Alfred Mousseau (1882-1884)              | Conservateur             | Jacques-Cartier     |
|  | Arthur Boyer (1884-1886)                        | Libéral                  | Jacques-Cartier     |
|  | Vincent-Paul Lavallée (1881-1885)               | Conservateur             | Joliette            |
|  | Joseph-Norbert-Alfred McConville (1885-1886)    | Conservateur             | Joliette            |
|  | Charles-Antoine-Ernest Gagnon                   | Libéral                  | Kamouraska          |
|  | Léon-Benoît-Alfred Charlebois                   | Conservateur             | La Prairie          |
|  | Joseph Marion                                   | Conservateur             | L'Assomption        |
|  | Louis-Onésime Loranger (1881-1882)              | Conservateur             | Laval               |
|  | Pierre-Évariste Leblanc (1882-1883)             | Conservateur             | Laval               |
|  | Amédée Gaboury (1883-1884)                      | Libéral                  | Laval               |
|  | Pierre-Évariste Leblanc (1884-1886)             | Conservateur             | Laval               |
|  | Étienne-Théodore Pâquet (1881-1883)             | Conservateur             | Lévis               |
|  | François-Xavier Lemieux (1883-1886)             | Libéral                  | Lévis               |
|  | Charles Marcotte                                | Conservateur             | L'Islet             |
|  | Henri-Gustave Joly de Lotbinière (1881-1885)    | Libéral                  | Lotbinière          |
|  | Édouard-Hippolyte Laliberté (1886)              | Libéral                  | Lotbinière          |
|  | Édouard Caron                                   | Conservateur             | Maskinongé          |
|  | George Irvine (1881-1884)                       | Libéral                  | Mégantic            |
|  | John Whyte (1884-1886)                          | Libéral                  | Mégantic            |
|  | Elijah Edmund Spencer                           | Conservateur             | Missisquoi          |
|  | Jean-Baptiste-Trefflé Richard                   | Conservateur             | Montcalm            |
|  | Louis-Napoléon Fortin (1881-1883)               | Conservateur             | Montmagny           |
|  | Nazaire Bernatchez (1883-1886)                  | Libéral indépendant      | Montmagny           |
|  | Louis-Georges Desjardins                        | Conservateur             | Montmorency         |
|  | George Washington Stephens (père)               | Libéral                  | Montréal-Centre     |
|  | Louis-Olivier Taillon                           | Conservateur             | Montréal-Est        |
|  | James McShane                                   | Libéral                  | Montréal-Ouest      |
|  | François-Xavier Paradis                         | Conservateur             | Napierville         |
|  | Charles-Édouard Houde (1881-1883)               | Conservateur             | Nicolet             |
|  | Louis-Trefflé Dorais (1883-1886)                | Conservateur indépendant | Nicolet             |
|  | Louis Duhamel                                   | Conservateur             | Ottawa              |
|  | Thomas Bryson (1881-1882)                       | Conservateur             | Pontiac             |
|  | William Joseph Poupore (1882-1886)              | Conservateur             | Pontiac             |
|  | Jean-Docile Brousseau                           | Conservateur             | Portneuf            |
|  | Pierre Garneau                                  | Conservateur             | Québec-Comté        |
|  | Rémi-Ferdinand Rinfret                          | Libéral                  | Québec-Centre       |
|  | Joseph Shehyn                                   | Libéral                  | Québec-Est          |
|  | Félix Carbray                                   | Conservateur             | Québec-Ouest        |
|  | Léon Leduc                                      | Conservateur             | Richelieu           |
|  | Jacques Picard                                  | Conservateur             | Richmond-Wolfe      |
|  | Louis-Napoléon Asselin                          | Conservateur             | Rimouski            |
|  | Étienne Poulin                                  | Conservateur             | Rouville            |
|  | Honoré Mercier (père)                           | Libéral                  | Saint-Hyacinthe     |
|  | Félix-Gabriel Marchand                          | Libéral                  | Saint-Jean          |
|  | François-L. Desaulniers                         | Conservateur             | Saint-Maurice       |
|  | Isidore Frégeau                                 | Conservateur             | Shefford            |
|  | Joseph Gibb Robertson                           | Conservateur             | Sherbrooke          |
|  | William Duckett                                 | Conservateur             | Soulanges           |
|  | John Thornton                                   | Conservateur             | Stanstead           |
|  | Georges-Honoré Deschênes                        | Conservateur             | Témiscouata         |
|  | Joseph-Adolphe Chapleau (1881-1882)             | Conservateur             | Terrebonne          |
|  | Guillaume-Alphonse Nantel (1882-1886)           | Conservateur             | Terrebonne          |
|  | Sévère Dumoulin (1881-1883)                     | Conservateur             | Trois-Rivières      |
|  | Arthur Turcotte (1884-1886)                     | Conservateur indépendant | Trois-Rivières      |
|  | Émery Lalonde (père) (1881-1882)                | Conservateur             | Vaudreuil           |
|  | François-Xavier Archambault (1882-1884)         | Conservateur             | Vaudreuil           |
|  | Alfred Lapointe (1884-1886)                     | Conservateur             | Vaudreuil           |
|  | Abraham Bernard                                 | Libéral                  | Verchères           |
|  | Jonathan Saxton Campbell Würtele                | Conservateur             | Yamaska             |

### Chronologie
1. ↑  Assemblée nationale du Québec, « Législature », Encyclopédie du parlementarisme québécois, 10 septembre 2013
2. ↑  Assemblée nationale, « Session », Encyclopédie du parlementarisme québécois, 18 octobre 2021
3. ↑  Bibliothèque de l'Assemblée nationale du Québec, « Discours du budget », Documents produits par le gouvernement du Québec
4. ↑  Assemblée nationale du Québec, « Les législatures et leurs sessions depuis 1867 » (consulté le 4 février 2022)
5. ↑  Louis-Joseph Riopel a démissionné en 1882 après avoir été élu à la Chambre des Communes. Henri-Josué Martin a été élu le 31 octobre 1882.
6. ↑  Édouard Laberge est mort le 22 août 1883. Joseph-Émery Robidoux a été élu le 26 mars 1884.
7. ↑  Charles Champagne a démissionné le 23 septembre 1882. Benjamin Beauchamp a été élu le 21 octobre 1882.
8. ↑  William-John Watts a démissionné le 17 décembre 1885. Joseph-Éna Girouard a été élu le 24 mars 1886.
9. ↑  Narcisse Lecavalier a démissionné le 11 juillet 1882. Joseph-Alfred Mousseau a été élu le 26 août 1882. Il démissionna le 22 janvier 1884. Arthur Boyer a été élu le 26 mars 1884.
10. ↑  Vincent-Paul Lavallée a démissionné le 4 septembre 1885. Joseph-Norbert-Alfred McConville a été élu le 24 septembre 1885.
11. ↑  Louis-Onésime Loranger a démissionné le 5 août 1882. Pierre-Évariste Leblanc a été élu le 30 octobre 1882. Cette élection a été annulée le 25 mai 1883. Amédée Gaboury a été élu le 13 juin 1883, mais cette élection a aussi été annulée le 31 mai 1884. Pierre-Évariste Leblanc a été réélu le 14 juillet 1884.
12. ↑  Étienne-Théodore Pâquet a démissionné le 25 octobre 1883. François-Xavier Lemieux a été élu le 16 novembre 1883.
13. ↑  Henri-Gustave Joly de Lotbinière a démissionné le 25 novembre 1885. Édouard-Hippolyte Laliberté a été élu le 30 janvier 1886.
14. ↑  George Irvine a démissionné le 6 juin 1884. John Whyte a été élu le 29 octobre 1884.
15. ↑  Un jugement de la Cour supérieure rendu le 5 janvier 1883 a déclaré Louis-Napoléon Fortin défait et Nazaire Bernatchez élu.
16. ↑  L'élection de Charles-Édouard Houde a été annulée le 5 janvier 1883. Louis-Trefflé Dorais a été élu le 5 février 1883.
17. ↑  Thomas Bryson est mort en fonction le 4 janvier 1882. William-Joseph Poupore a été élu le 6 mars 1882.
18. ↑  Joseph-Adolphe Chapleau a démissionné le 29 juillet 1882. Guillaume-Alphonse Nantel a été élu le 19 août 1882.
19. ↑  L'élection de Sévère Dumoulin a été annulée le 9 juillet 1883. Arthur Turcotte a été élu le 26 mars 1884.
20. ↑  Émery Lalonde a démissionné en 1882. François-Xavier Archambault a été élu le 30 octobre 1882. Cette élection a été annulée le 30 mai 1884. Alfred Lapointe a été élu le 19 juin 1884.

## Sources
- Section historique du site de l'Assemblée nationale du Québec
- Jacques Lacoursière, Histoire populaire du Québec, tome 4, éditions du Septentrion, Sillery (Québec), 1997